# Wilton (Maine)
Wilton – miasto w Stanach Zjednoczonych, w stanie Maine, w hrabstwie Franklin.